# Антомедузи
Антомедузи (Anthomedusae) — ряд гідроїдних з підкласу Лептоліни, що завжди мають поліпову стадію в життєвому циклі. Поліпи можуть бути одиночними або колоніальними, з тілом, не вкритим твердим перісарком.

## Опис
Медузи не колоніальні, без статоцистів, з гонадами на манубріумі, з добре помітними радіальними каналами та щупальцями, що ростуть від краю купола. Кнідом звичайно включає десмонеми (за винятком родин Eudendriidae та Laingiidae). У деяких видів (наприклад, Staurocladia wellingtoni, що мешкає в водах навколо Нової Зеландії), медузи втрачають здатність до вільного плавання та переходять до вторинно бентичного способу життя, пересуваючись по субстрату на щупальцях.
Ряд налічує близько 1200 видів, та поділений на два підряди: Filifera (21 родина) та Capitata (26 родин).

## Класифікація
| Базальні та incertae sedis - Рід Bibrachium Stechow, 1919 - Рід "Microstoma" Lesson, 1830 (nomen dubium; non G.Cuvier, 1816:) - Рід Saccohydra Billard, 1914 - Родина Heterastridiidae † Підряд Aplanulata Collins, Winkelman, Hadrys & Schierwater, 2005 - Родина Acaulidae Fraser, 1924 - Родина Boeromedusidae Bouillon, 1995 - Родина Boreohydridae Westblad, 1947 - Родина Myriothelidae Hincks, 1868 - Родина Corymorphidae Allman, 1872 - Родина Hydridae Dana, 1846 - Родина Margelopsidae Uchida, 1927 - Родина Paracorynidae Picard, 1957 - Родина Protohydridae Allman, 1888 - Родина Tubulariidae Підряд Filifera Kühn, 1913 Базальні та incertae sedis - Рід Brinckmannia Schuchert & Reiswig, 2006 - Рід Favonia Péron & Lesueur, 1810 (nomen dubium) - Рід Kinetocodium Kramp, 1921 (Margelina: Hydractiniidae?) - Рід Lymnorea Péron & Lesueur, 1810 (= Limnorea; nomen dubium) - Родина Axoporidae Boschma, 1951 (fossil) - Родина Bythotiaridae Maas, 1905 (including Calycopsidae; Pandeida?) - Родина Clathrozoellidae Peña Cantero, Vervoort & Watson, 2003 - Родина Cordylophoridae von Lendenfeld, 1885 - Родина Jeanbouilloniidae Pagès, Flood & Youngbluth, 2006 - Родина Oceaniidae (Margelina?) - Родина Tubiclavoididae Moura, Cunha & Schuchert, 2007 (Pandeida?) Інфраряд Margelina Haeckel, 1879 - Родина Australomedusidae Russell, 1971 - Родина Balellidae Stechow, 1922 - Родина Bougainvilliidae - Родина Cytaeididae L.Agassiz, 1862 - Родина Eucodoniidae Schuchert, 1996 - Родина Hydractiniidae - Родина Ptilocodiidae Coward, 1909 - Родина Rathkeidae Russell, 1953 - Родина Rhysiidae Hickson & Gravely, 1907; - Родина Stylasteridae - Родина Trichydridae Hincks, 1868 Інфраряд Pandeida - Родина Eudendriidae - Родина Magapiidae Schuchert & Bouillon, 2009 - Родина Niobiidae Petersen, 1979 - Родина Pandeidae - Родина Proboscidactylidae Hand & Hendrickson, 1950 - Родина Protiaridae Haeckel, 1879 - Родина Heterotentaculidae Schuchert, 2010 | Підряд Capitata Kühn, 1913 Базальні та incertae sedis - Рід Cnidocodon Bouillon, 1978 - Рід Ctenaria (Zancleida: Zancleidae?) - Рід Oonautes Damas, 1937 (Zancleida: Zancleidae?) - Рід Paulinum Brinckmann-Voss & Arai, 1998 - Рід Plotocnide Wagner, 1885 (including Plankayon) - Рід Propachycordyle Thiel, 1931 - Рід Pteronema Haeckel, 1879 - Рід Rhabdoon Keferstein & Ehlers, 1861 (including Pararhysomedusa - Рід Tetraralphia Pagès & Bouillon, 1997 Інфраряд Moerisiida Poche, 1914 (disputed) - Родина Halimedusidae Arai & Brinckmann-Voss, 1980 - Родина Moerisiidae Poche, 1914 Інфраряд Sphaerocorynida Petersen, 1990 - Родина Hydrocorynidae Rees, 1957 - Родина Sphaerocorynidae Prévot, 1959 - Родина Zancleopsidae Bouillon, 1978 Інфраряд N.N. - Родина Cladonematidae - Родина Corynidae - Родина Euphysidae - Родина Pennariidae McCrady, 1859 - Родина Solanderiidae - Родина Tricyclusidae Kramp, 1949 Інфраряд Zancleida Russell, 1953 - Родина Asyncorynidae Kramp, 1949 - Родина Cladocorynidae Allman, 1872 - Родина Milleporidae Fleming, 1828 (= Milleporadae) - Родина Porpitidae - Родина Pseudosolanderiidae Bouillon & Gravier-Bonnet, 1988 - Родина Rosalindidae Bouillon, 1985 - Родина Teissieridae Bouillon, 1978 - Родина Zancleidae Russell, 1953 |